# Klemens Rutkowski

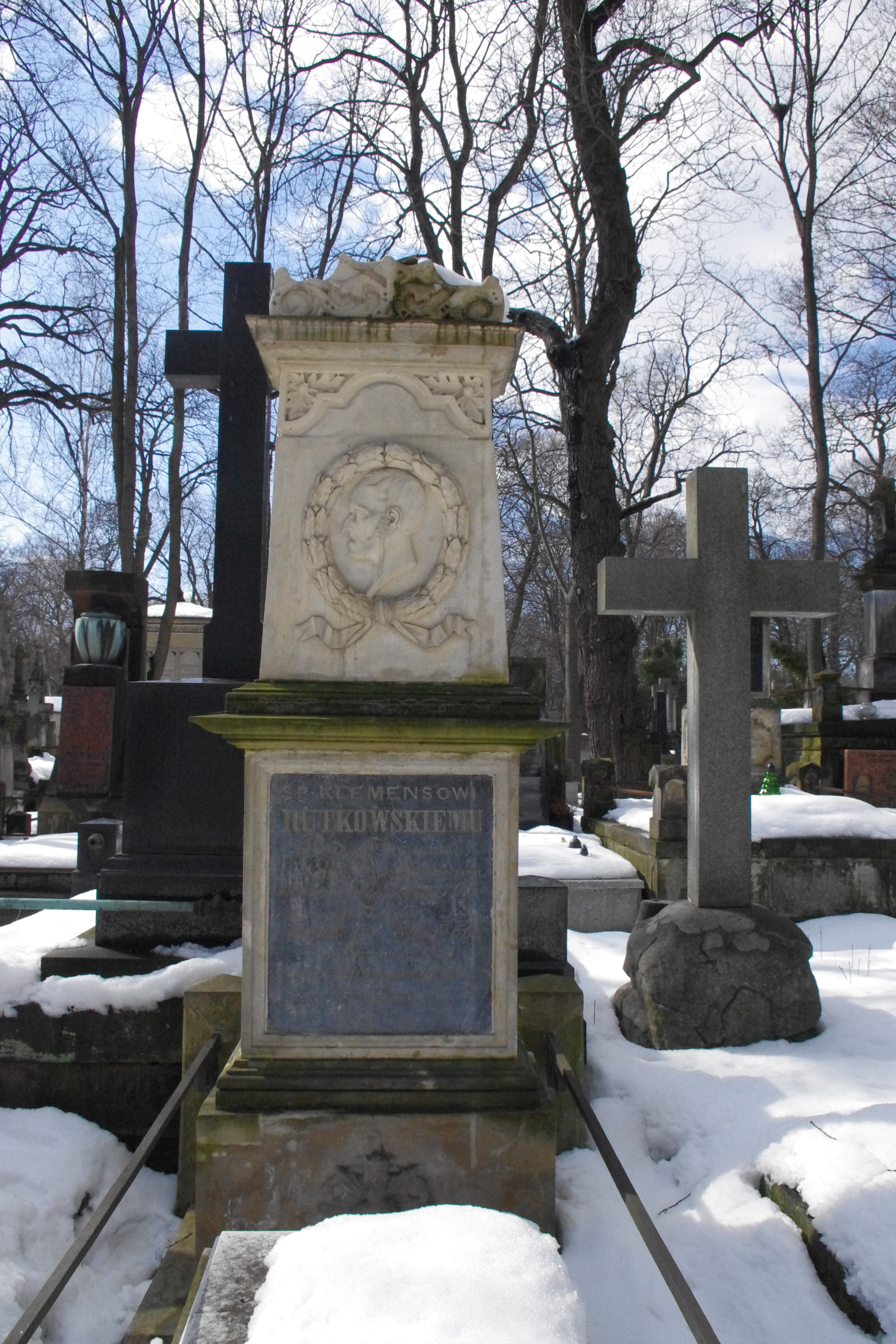
Grób cywilnego gubernatora płockiego Klemensa Rutkowskiego (1791-1856) na cmentarzu Powązkowskim w Warszawie

Klemens Rutkowski (ur. 17 lutego 1791 na Litwie, zm. 22 lipca 1856 w Warszawie) – polski urzędnik  państwowy, gubernator cywilny płocki, tajny radca. 
Pułkownik żandarmerii, a następnie pierwszy cywilny gubernator płocki. Urząd sprawował w latach 1837–1847. W tym okresie uczestniczył między innymi w otwarciu mostu w 1847 r.
Pochowany na cmentarzu Powązkowskim w Warszawie (kwatera 18-1-22).